# Павел из Кросно
Павел из Кросно, также Павел Русин (пол. Paweł z Krosna, укр. Павло Русин із Кросна; около 1470/74, Кросно — 1517, Новы-Сонч) — писавший на новолатинском языке поэт, мыслитель эпохи Возрождения из Червонной Руси, педагог, профессор Краковской академии, переводчик и филолог, гуманист конца XV—начала XVI веков, автор цикла панегириков и дидактических трудов.
Историографией причисляется как к деятелям польской, так и украинской культуры. 

## Имя
Известен также как Paweł Krosneńczyk, Paweł Procler, Paweł Proceler, лат.: Paulus Crosnensis Ruthenus, Paulus Joannes De Crosno, Paulus Proczler Crosnensis Premisliensis. Некоторые произведения подписывал Paulus Ruthenus.

## Биография
Родился в богатой семье Иоанна Проклера, бургомистра города Кросно. Согласно исследованиям И. Н. Голенищева-Кутузова и его современников, Павел происходил из семьи русинского происхождения, на что указывает прозвище «Ruthenus». В современных исследованиях бытует мнение, что прозвище «Ruthenus» было связано только с административной принадлежностью места рождения, то есть с принадлежностью города Кросно к Русскому воеводству (Palatinatus Russiae), в то время как этнические корни семьи Проклеров были немецкими. С 1491 года обучался в Краковской академии, затем в Грайфсвальдском университете в Германии. Учёную степень бакалавра получил в 1499 году.
С 1500 года жил в Кракове, преподавал в Академии. С 1506 года — магистр гуманитарных наук факультета свободных искусств. В 1507—1516 годах читал лекции по классической литературе, профессор Краковской академии.
Павел из Кросно был также издателем литературных произведений. Занимался обучением ставших впоследствии известными славянскими поэтами Яна из Вислицы, Яна Дантышека, а также Николая Коперника.
Позже жил при венгерском дворе Стефана Батория, тогда канцлера Буды. В этот период написал поэму о святом Владиславе, короле Венгрии. Сочинил хвалебную оду по поводу бракосочетания короля Сигизмунда I с Барбарой Запольской, дочерью венгерского князя Стефана Заполья.
В 1513 году был принят в состав руководящего совета Краковской академии.

## Творчество
Автор 7 прозаических трактатов, 22 поэтических сборников и около четырёх тысяч стихов на латинском языке, общепринятом в то время.
Его творчество можно разделить на несколько направлений:
- Духовную поэзию («Песня Павла Кроснянина всем святым», «Другая инвокация всем святым», «Песня к божественному Севастьяну, мученику и наиславнейшему воину»). К этой группе следует отнести панегирики религиозного содержания к святым Станиславу и Владиславу.
- Панегирические произведения, посвящённые светской и духовной знати его периода, а также поэзия на злобу дня («Элегия к благородному и уважаемого господину Стефану Баторию», «Ода к благородному господину Габриэлю Переньи»).
- Морально-дидактическая поэзия, связанная с поэтическим творчеством и педагогической деятельностью магистра Павла из Кросно («Ода Павла Русина из Кросна к Аполлону», «К Талии», «К читателю», «В книжечку», «Похвала Валерию Максиму», «Песня, которая содержит похвалы поэтическому искусству…», «Песня, охватывающая в общих чертах жизнь поэта Горация» и др.).

## Избранные произведения
- Pauli Crosnensis Rutheni Artium Liberalium magistri […] Panegyrici ad divu[m] Ladislau[m] Pannoniae regem […] et sanctu[m] Stanislau[m] praesule[m] ac martyre[m] Poloniae gloriosissimu[m] Архивная копия от 4 марта 2016 на Wayback Machine
- Pauli Crosnensis Rutheni [...] Carmina Архивная копия от 1 июля 2016 на Wayback Machine
- Pavli Crosnensis Rvtheni Panegyricus ad diuu[m] Stanislau[m] Præsule[m] sanctissimu[m]: & martyre[m] victoriosissimu[m], ac Patronu[m] Regn Poloniæ beneficientissimum Архивная копия от 2 августа 2017 на Wayback Machine
- Panegyrici ad divum Ladislaum… et sanctum Stanislaum… et pleraque alia connexa carmina, (1509)
- Epithalamion… Sigismundi regis Poloniae nobilissimaeque Barbare, (1512)
- Sapphicon de inferorum vastatione et triumpho Christi, (1513)
- In reditum… Sigismundi regis Poloniae, (1514)
- Carmina… de felicissimo reditu ex Vienna austriaca… Sigismundi regis Poloniae, (1515)
- Elegia… ad Joannem Vislicensem, (1516)
- De nuptiis Sigismundi regis Poloniae et Bonae… carmen, (1518) и др.